# ブランチ (食事)

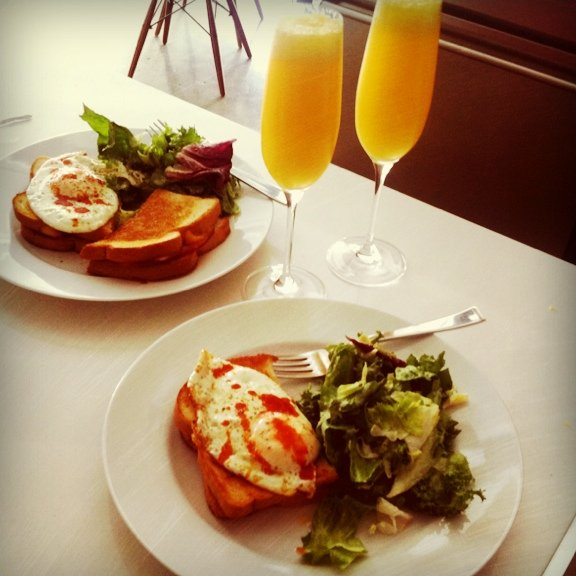
トーストとサラダ

ブランチ（英語: brunch）とは、朝食と昼食を兼ね備えた食事のことである。
英語のbreakfast（朝食）とlunch（昼食）を合成したかばん語である。しばしば、朝食と昼食の両方に取って代わられる食事とされる。

## 由来
「ブランチ」の語の初出は、19世紀の1896年頃とされる。イギリスの『ハンターズ・ウィークリー』という週刊誌にこの言葉が載り、そのことを雑誌の『パンチ』が紹介したことからアメリカやカナダに広まり、学生の間でスラングとなった。
もう1つの説は、新聞『ニューヨーク・モーニング・サン』のリポーターの間にあった典型的な昼間の食事の習慣について、リポーターのフランク・ウォード・オマリーがブランチと名付けたというものである。

## 内容
午前10時より前に食べ始める食事の場合はブランチとは考えられない。その時間ではまだ朝食の時間と解されるからである。ブランチの取られる典型的な時間は午前11時頃である。昼食時間帯に近いが、それよりは前の時間である。幾つかの大学やホテルでは、ブランチを特に日曜日や休日に提供している。それらは大抵はセルフサービスのブッフェだったりするが、メニューから食事を注文することもできる。
ブランチの内容は、卵やソーセージ、ベーコン、ハム、果物、ペイストリー、ホットケーキといった標準的な朝食の内容も含まれる。しかしながら、一日を通じて提供されている他の料理も含めることができる。ブッフェでは、キッシュや、肉のロースト、エビや魚の燻製といった冷たいシーフード、サラダ、スープ、野菜、多種類のパン、そしてデザートなどが提供される。
ミモザ、ラモス・ジン・フィズ、ブランデー・ミルク・パンチ、ベリーニ、ブラッディ・マリーなどは人気のあるブランチ・カクテルである。
点心は、世界中の中華料理店で供されている人気のあるブランチである。点心はしばしば午前中、真昼、午後のお茶の時間などに食されている。
レストランやホテルでは、結婚披露宴やバレンタインデー、母の日といった特別な機会に用意されている。週のどの曜日でも提供されるが、レストランにおいては日曜日のポピュラーな食事となっている。実際、ブランチと言えば、日曜日の食事のことを指すと考えられているほどである。

## 日本での事情
日本においては、休日などに起床時刻が遅くなった際に摂る昼食を兼ねた朝食をブランチと呼ぶことが多い。特徴としては、朝食のような比較的軽い食事ではなく、昼食と同様の比較的重い食事となる点である。したがって、ブランチを取る日は、ブランチと夕食だけの1日2食となることが多い。